# John Alexander MacDonald (homme politique prince-édouardien)
Pour les articles homonymes, voir John Alexander Macdonald (homonymie) et MacDonald.
John Alexander MacDonald (21 octobre 1838-1905) est un homme politique canadien de l'Île-du-Prince-Édouard. Il est député provincial conservateur de la circonscription prince-édouardienne de 3e Prince de 1873 à 1890.

## Biographie
Né à Bedeque sur l'Île-du-Prince-Édouard, MacDonald est juge de paix à Indian River. Il sert également comme président du Conseil des évaluateurs ferroviaires et comme gouverneur du Wales College. 
Élu en 1873, il occupe le poste de président de l'Assemblée législative de l'Île-du-Prince-Édouard de 1879 à 1889. MacDonald sert également dans le conseil exécutif.
Son neveu, Bernard Donald McLellan (en), est député de la circonscription provinciale de 1er Prince et sert également comme président de l'Assemblée législative. Son oncle, Bernard Donald MacDonald, est le deuxième évêque de Charlottetown. Sa fille Bernice épouse Adrien Arsenault (en) quie est député de la circonscription provinciale de 3e Prince.